# Jeremy Davis
Jeremiah Clayton "Jeremy" Davis (født 8. februar 1985) er bassist i bandet Paramore. De andre medlemmer af Paramore er Hayley Williams og Taylor York.
Jeremy bor i Franklin, Tennessee, og hvor bandet også holder til.